# 대동면 (김해시)
대동면(大東面)은 대한민국 경상남도 김해시의 면이다. 서쪽으로는 불암동, 삼안동, 북쪽으로는 상동면, 동쪽과 남쪽으로는 낙동강을 경계로 부산광역시와 연접하고 있으며,  산해정(도지정문화제125호)과 예안리고분군(사적 261호)이 있는 역사의 고장이다. 부산광역시와 인접한 탓에 주민들의 대부분은 부산광역시 생활권이다.

## 연혁
대동면은 김해시의 동편 아래쪽에 위치하여 하동면이라고 하며 11개리가 있었는데, 1914년 월당리와 평촌리가 합하여 ‘월촌리’가 되어 10개리를 관할하게 되었으며, 1944년 10월 1일 면 이름이 하등(下等)과 발음이 같아 ‘대동면’으로 부르게 되었다.
- 42년 - 금관가야국
- 971년 - 김해부
- 1906년 - 김해군 하동면
- 1914년 - 월당리와 평촌리 통합 10개리 정비
- 1944년 - 하동면을 대동면으로 개칭
- 1981년 - 김해군에서 김해시가 분리됨
- 1995년 - 김해시,군 통합으로 김해시 대동면으로 됨

## 행정 구역
- 괴정리
- 대감리
- 덕산리
- 수안리
- 예안리
- 월촌리
- 조눌리
- 주동리
- 주중리
- 초정리

## 학교
- 대동초등학교
- 대감초등학교
- 대중초등학교
- 김해대동중학교